# Blandford (miejscowość w Stanach Zjednoczonych)
Blandford  – miejscowość w stanie Massachusetts w hrabstwie Hampden, USA.
Jest częścią aglomeracji Springfield.